# 남미정 (1968년)
남미정(1968년 10월 8일 ~ )은 대한민국의 배우이다. 설강화 : snowdrop, 십시일반 (드라마), 우리는 오늘부터, 해피니스 (드라마) 등의 드라마에서 여러 역할을 맡았다. 이것이 우리의 끝이다, 삼례, Hide & Seek 등의 영화에도 출연했다.

## 참여 작품

### 텔레비전 시리즈
- 응답하라 1988
- 십시일반 (드라마)
- 괴물 (2021년 드라마)
- 너는 나의 봄
- 해피니스 (드라마)
- 어사와 조이
- 설강화 : snowdrop
- 군검사 도베르만
- 우리는 오늘부터
- 폭싹 속았수다

### 영화
- 이것이 우리의 끝이다
- 삼례
- Hide & Seek
- 압꾸정